# Weston (wieś w stanie Wisconsin)
Weston – wieś w Stanach Zjednoczonych, w stanie Wisconsin, w hrabstwie Marathon.